# Az amatőr (film, 2025)
Az amatőr (eredeti cím: The Amateur) 2025-ben bemutatott amerikai akcióthriller, amelyet James Hawes rendezett, Robert Littell The Amateur című regénye alapján. A főbb  szerepekben Rami Malek, Rachel Brosnahan, Caitríona Balfe, Michael Stuhlbarg és Laurence Fishburne látható.
Az Amerikai Egyesült Államokban 2025. április 11-én mutatták be a mozikban. Magyarországon 2025. április 10-én jelent meg a Fórum Hungary forgalmazásában.

## Cselekmény
A CIA kriptográfusa, Charlie Heller épp egy régi Cessna repülőgépet újít fel, amelyet ajándékba kapott feleségétől, Sarahtól, aki üzleti útra indul Londonba. A CIA Dechiffrálási és Elemzési osztályán Charlie barátságot köt egy „Medve” becenévre hallgató terepi ügynökkel, valamint egy névtelen forrással, akinek fedőneve „Inkvilin”. Inkvilin titkosított dokumentumai leleplezik, hogy a Különleges Műveleti Központ igazgatója, Moore politikai indíttatású dróntámadásokat öngyilkos merényleteknek álcázott. Charlie nem tudja, mit kezdjen ezzel a leleplezéssel, ezért a CIA igazgatójához, O'Brienhez viszik, aki közli vele, hogy Sarah meghalt egy terrortámadásban.
A gyászoló Charlie hamarosan saját kutatási eredményeivel áll elő: egy elhibázott fegyverüzlet után négy támadó túszul ejtette Saraht és másokat, majd megölték a feleségét, mielőtt elmenekültek. Charlie azonosítja a gyanúsítottakat – a fehérorosz bűnöző Mishka Blazhicet, a dél-afrikai különleges erők egykori katonáját, Ellisht, az örmény hírszerzés volt tisztjét, Gretchen Franket, valamint az illékony, titokzatos vezért, Schillert, aki megölte Saraht. Moore és helyettese, Caleb azonban azt állítják, hogy már dolgoznak Schiller teljes hálózatának felszámolásán. Charlie, elszántan, hogy megbosszulja feleségét, szembesíti Moore-t a civilek és szövetségesek százainak halálát okozó titkos parancsával. Megfenyegeti, hogy nyilvánosságra hozza az információt, és követeli, hogy kapjon eszközöket a négy elkövető felkutatására és levadászására.
Charlie-t Camp Peary-be küldik kiképzésre Henderson ezredeshez. Bár visszafogott a fegyverhasználat terén, kiválóan teljesít bombakészítésben, Henderson mégis úgy véli, hogy Charlie képtelen lenne ölni. Eközben Moore és Caleb átkutatják Charlie otthonát és irodáját, és felfedeznek egy CD-t, amelyet Charlie egy bár zenegépében rejtett el — de hamar rájönnek, hogy csak blöff volt. Henderson parancsot kap Charlie kiiktatására, de Charlie előrelátóan lehallgatókészülékeket helyezett el Moore irodájában, és már elhagyta az országot.
Charlie Párizsba utazik, hogy felkutassa Franket. Egy zárnyitási oktatóvideó alapján betör a nő lakásába, és megtalálja egy allergológiai klinikára szóló időpontját. Fegyvert szerez, de képtelen rálőni Frankre. Sarah emléke kísérti, így inkább csapdába ejti a nőt a klinika hipobárikus kamrájában, amelyet pollenekkel tölt meg. Schiller tartózkodási helyét követelve végül nem képes megölni Franket, és kiengedi — de a nő az utcára menekülve halálos gázolás áldozata lesz.
Charlie megszerzi Frank telefonját, majd Marseille-be menekül, ahol Henderson sarokba szorítja egy bárban, de Charlie robbanást idéz elő a mosdóban és elmenekül. Segítséget kér Inkvilintől, aki Isztambulba csempészi őt, és ott felfedi kilétét: ő egy meggyilkolt KGB-tiszt özvegye, aki átvette férje szerepét, hogy Charlie forrása legyen. Ketten Madridba követik Blazhicet, aki egy luxusszállodában bujkál, miközben O'Brien megtudja, hogy Moore Hendersonnal vadásztatja Charlie-t, és elindítja a saját ügynökét is.
Madridban Charlie szembeszáll Blazhiccsal a szálloda tetőtéri medencéjében, miután módosította a búvárfelszerelést, hogy lecsökkentse a medencét tartó üvegrétegek közötti légnyomást. Amikor Blazhic nem hajlandó együttműködni, Charlie betöri az üveget, és a férfi a mélybe zuhan, ahol meghal. Charlie-t majdnem elfogja Henderson, de O'Brien ügynöke rátámad Hendersonra; a dulakodásban Henderson meglövik, de megöli az ügynököt, míg Charlie-nak sikerül elmenekülnie. Caleb csapategységet küld Isztambulba, és Inkvilint megölik, miközben Charlie-val próbál elmenekülni.
Romániában Charlie rakéták eladásának álcázva találkozik Ellish-sel, és egy rögtönzött robbanószerkezettel csapdába ejti, kikényszerítve belőle, hogy Schiller egy hajóról irányítja műveleteit a Balti-tengeren. Charlie megszerzi Ellish telefonját, majd magára hagyja a férfit, aki a robbanásban meghal. Charlie becsapja a CIA arcfelismerő rendszerét, hogy világszerte észleljék, és közben Primorskba utazik, hogy megfigyelje Schiller műveleteit. A Medve becenevű ügynök szembesíti őt, de Charlie nem hajlandó feladni a bosszút.
Charlie-t elfogják, és Schiller hajójára viszik, ahol végre szemtől szembe kerül felesége gyilkosával. Schiller egy töltött pisztolyt nyújt át neki, lehetőséget adva a bosszúra, de Charlie ehelyett felfedi, hogy feltörte a hajó rendszerét, és elnavigálta azt a Finn-öbölbe, ahol Schillert letartóztatják. Charlie leleplezi Moore-t és Calebet, akiket ezután őrizetbe vesznek a jogosulatlan műveleteik miatt. Charlie végül békére lel, amikor meglátogatja Sarah sírját. A túlélő Henderson is felkeresi őt, és megköszöni, amit tett. Charlie pedig végre felszáll a repülőjére egy új útra.

## Szereplők
| Szereplő                 | Színész            | Magyar hang          |
| ------------------------ | ------------------ | -------------------- |
| Charles "Charlie" Heller | Rami Malek         | Fehér Tibor          |
| Robert Henderson         | Laurence Fishburne | Schneider Zoltán     |
| Sarah Horowitz           | Rachel Brosnahan   | Kókai Tünde          |
| Inkvilin / Davies        | Caitríona Balfe    | Grisnik Petra        |
| Sean Schiller            | Michael Stuhlbarg  | Kardos Róbert        |
| Alex Moore               | Holt McCallany     | Sztarenki Pál        |
| Samantha O'Brien         | Julianne Nicholson | Horváth Lili         |
| Caleb Horowitz           | Danny Sapani       | Zöld Csaba           |
| Jackson O'Brien / Medve  | Jon Bernthal       | Varga Gábor          |
| Carlos                   | Adrian Martinez    | Konfár Erik          |
| Professzor               | Hira Takehiro      |                      |
| Mishka Blazhic           | Marc Rissmann      | Rohonyi Barnabás     |
| Ellish                   | Joseph Millson     | Bányai Kelemen Barna |
| Gretchen Frank           | Barbara Probst     | Kis-Kovács Luca      |
| Ali Park                 | Alice Hewkin       | Sipos Eszter Anna    |

### Magyar változat
- Magyar szöveg: Gáspár Bence
- Hangmérnök: Gábor Dániel
- Vágó: Simkóné Varga Erzsébet
- Gyártásvezető: Kincses Tamás
- Szinkronrendező: Nikodém Zsigmond
- Produkciós vezető: Hagen Péter

A szinkront a Mafilm Audio Kft. készítette.

## A film készítése
Egy új adaptáció fejlesztését Robert Littell regényéből először 2006 novemberében jelentették be, Hugh Jackman főszereplésével és Evan Katz forgatókönyvíróval. 2023 februárjában Hutch Parker és Dan Wilson lettek a projekt producerei a 20th Century Studios számára, James Hawes rendezőként, míg Rami Malek főszereplőként csatlakozott. Malek vezető producerként is közreműködött. Májusban Rachel Brosnahan, Caitríona Balfe, Adrian Martinez, Laurence Fishburne, Holt McCallany és Julianne Nicholson is csatlakoztak a szereplőgárdához.
A forgatás 2023 júniusában kezdődött Londonban. A forgatási helyszíneket Délkelet-Anglia különböző részeire, valamint Franciaországba és Törökországba tervezték. A gyártás részben a Pinewood Stúdióban is zajlott. A forgatás 2023 júliusában felfüggesztésre került a 2023-as SAG-AFTRA sztrájk miatt, de 2023 decemberére újraindult. Később megerősítették, hogy Hira Takehiro is csatlakozott a szereplők köreihez. 2024 októberében a Writers Guild of America megerősítette, hogy Ken Nolan és Gary Spinelli kapják a forgatókönyvírói kreditet, míg Evan Katz, Scott Z. Burns, Stephen Chin, Scott Frank, James Hawes, Robert Littell, Diana Maddox és Patrick Ness további irodalmi anyaggal járultak hozzá a filmhez.